# Alton (Illinois)
Alton – miasto w Stanach Zjednoczonych, w stanie Illinois, nad rzeką Missisipi.

## Demografia
Populacja wynosi 34 511 (2006). W 2023 liczba mieszkańców spadła do 25 006 osób, a gęstość zaludnienia poniżej 570 osób/km².

## Przemysł
Ośrodek rafinacji ropy naftowej.

## Ciekawostki
22 lutego 1918 roku urodził się tam Robert Pershing Wadlow, najwyższy znany człowiek świata.